# ロコモデル
ロコモデルとは、かつて紙製の16番ゲージ日本型の鉄道模型を扱っていたメーカー・模型店。1999年9月15日に閉店・廃業した。

## 概要
16番ゲージ日本型では一般的である紙製車両のメーカーで、完成品とキットの2種類があった。また後年ストラクチャーキットや鉄道ビデオを発売した。メーカーであったが、店舗では他社製品も販売した。プロ企画・エムズコレクションはその別ブランド名。

## 歴史
1970年代に、東京都台東区東浅草に開店した。その後、東京都荒川区日暮里に店舗を移転した。一時期京都にも店舗があったが、のちに閉店している。日暮里の店舗は2ヶ所で、日暮里駅に近い支店を「国鉄館」、本店を「私鉄館」としていた。ここで製作された車両は、デパート等の模型売場でも多く販売されていた。
1985年以降は、プロ企画のブランド名で鉄道ビデオも始めている。
1995年に、それまで日暮里にあった私鉄館と国鉄館を統合し、神田（東京メトロ銀座線末広町駅付近）へ移転した。また、1996年からは別ブランド「エムズコレクション」として、ストラクチャーキット、トレインマークの発売も始めた。
1999年9月15日の閉店・廃業時に設計図等の資料もすべて放出された。しかし「エムズコレクション」ブランドは展望舎にて継続された。
2006年8月にこれまでの製品を収録した集大成とも言えるロコモデル伝説が展望舎より発売された。

## 製品
紙を素材とした16番ゲージ日本型の車両を発売していた。
紙を素材に、屋根板と床板、補強用角材が木製という構造であった。紙製の側板と妻板は、2枚張り合わせとなっているのが特徴だった。使われていたのは、ノン・スチールペーパーという白い紙で、窓等の切り抜きには革靴などを抜く際に使うような「ロの字状」の金具を用いハンマーで叩いて切り抜かれていた。
製品は、完成品が主で、旧型国電や客車、私鉄車両などを中心に特別注文での車両製作も行われていた。その後、キットも発売されるようになった。キットの側板は完成品と同じく2枚張り合わせ済みの状態で、窓も抜いてあり、簡単に組み立てられる状態だった。しかし、前面や妻板の折り曲げ、屋根板や床板は長さや幅を合わせる必要があった。
完成品の塗装では、プラスチック用塗料を吹き付けて塗装されていた。下地塗料にはサーフェーサーは使わず、グレーのラッカーを使っていたことが特徴である。また、旧型車両などの屋根の表現にトイレットペーパーを使用した点が独特であった。
完成品で特徴的なのは、車両番号の表記で、当初は社長自らの手書きレタリングとなっていた。社長が故人となった後の製品はインスタントレタリングとなった。

## エムズコレクション
ロコモデルの廃業後は展望舎により継続されている。トレインマークやストラクチャーキットなどが発売されている。